# Biella
Biella (en piamontés Bièla) es una ciudad italiana de 45 822 habitantes, capital de la provincia homónima, en la región de Piamonte.

## Origen del nombre
El antiguo nombre de Biella era Bugella Civitas. Contrariamente a lo que se podría pensar, no proviene del latín. Según algunos estudios la "g" está puesta de manera que suene como "bujella". Quizás deriva del nombre "Bruticella", como se llamaba un antiguo romano. 
Otras versiones dicen que deriva del nombre "Betulla" ("Biolla" en el dialecto local), o "Biel" (dios de la vegetación), y por último "Bag" (o "Bhag"). En la antigua lengua indo-europea significaba haya, árbol de propagación en las montañas y colinas de Biella. No es casualidad que este árbol aparezca en el escudo de la ciudad.

## Geografía
Biella está situada a los pies de los Alpes Bielleses, al centro de un relieve montañoso rico en recursos (Massiccio del Bo, monte Mucrone - montañas con el mismo nombre - El Camino corazón de los Prealpes Biellanos) arroyos que alimentan al Elvo oeste de la ciudad. Oropa y Cervo al este.

## Demografía
| Gráfica de evolución demográfica de Biella entre 1861 y 2001 |
|                                                              |
| Fuente ISTAT - elaboración gráfica por Wikipedia             |